# 須卜骨都侯単于
須卜骨都侯単于（漢音：しゅうほくこつとこうぜんう、拼音：Xūbŭgŭdōuhóuchányú,? - 189年）は、中国後漢時代の南匈奴の単于。須卜単于と同系統の匈奴須卜部出身の骨都侯で、名は不明。

## 生涯
中平5年（188年）3月、単于羌渠の度重なる徴兵に耐えかねた右部の醢落は休屠各胡白馬銅ら10万余人とともに叛き、単于羌渠を殺した。羌渠のあとを継いだのは子の右賢王於夫羅であったが、羌渠を殺した国人たちはこれに背いて、姻戚関係にある須卜骨都侯を共立して単于とした。そこで於夫羅は自ら洛陽の宮闕（宮城の門）にまで来てこのことを訴えた。しかし、ちょうど霊帝崩御の混乱時期であり、その願いはかなわず、単于於夫羅は白波賊とともに河内諸郡を略奪するが、そこの自警団に阻まれこれも成果なく、本国に帰ろうとしたが受け入れてもらえず、河東郡にとどまった。
中平6年（189年）、須卜骨都侯単于は即位1年で死に、南単于庭の単于が空位となったので、南匈奴本国は老王が国事を執り行った。

## 参考資料
- 『後漢書』（南匈奴列伝）